# Ballena azul (juego)
Ballena azul (en ruso: Синий кит)  se refiere a un juego falso en línea, potencialmente dañino y autolesivo al que se atribuyen casos de suicidio entre adolescentes, a causa de las reglas del juego. Su difusión comenzó a través de Internet desde mayo de 2016 y se originó en la red social rusa Vkontakte. El término "ballena azul" se refiere al fenómeno de los varamientos en los cetáceos, que se compara con el suicidio.
El juego fue creado por un ruso de 21 años en ese momento llamado Philipp Budeikin, un ex estudiante de psicología que fue expulsado de su universidad. Budeikin afirmó que su propósito era "limpiar a la sociedad", empujando al suicidio a quienes él consideraba como "personas inútiles en la vida". La Ballena azul empezó en 2013 como "F57", uno de los nombres del llamado "grupo de la muerte" en VKontakte. En los casos iniciales de suicidios reportados en Rusia, no se pudo establecer una conexión directa con el juego.
Este fenómeno produjo teorías de conspiración rusas que afirman que se trataría de una campaña organizada y dirigida por los nacionalistas ucranianos que supuestamente querían vengarse de los rusos.
En las redes sociales se compartieron fotografías de heridas autoinfligidas junto a los hashtag del juego.

## Funcionamiento

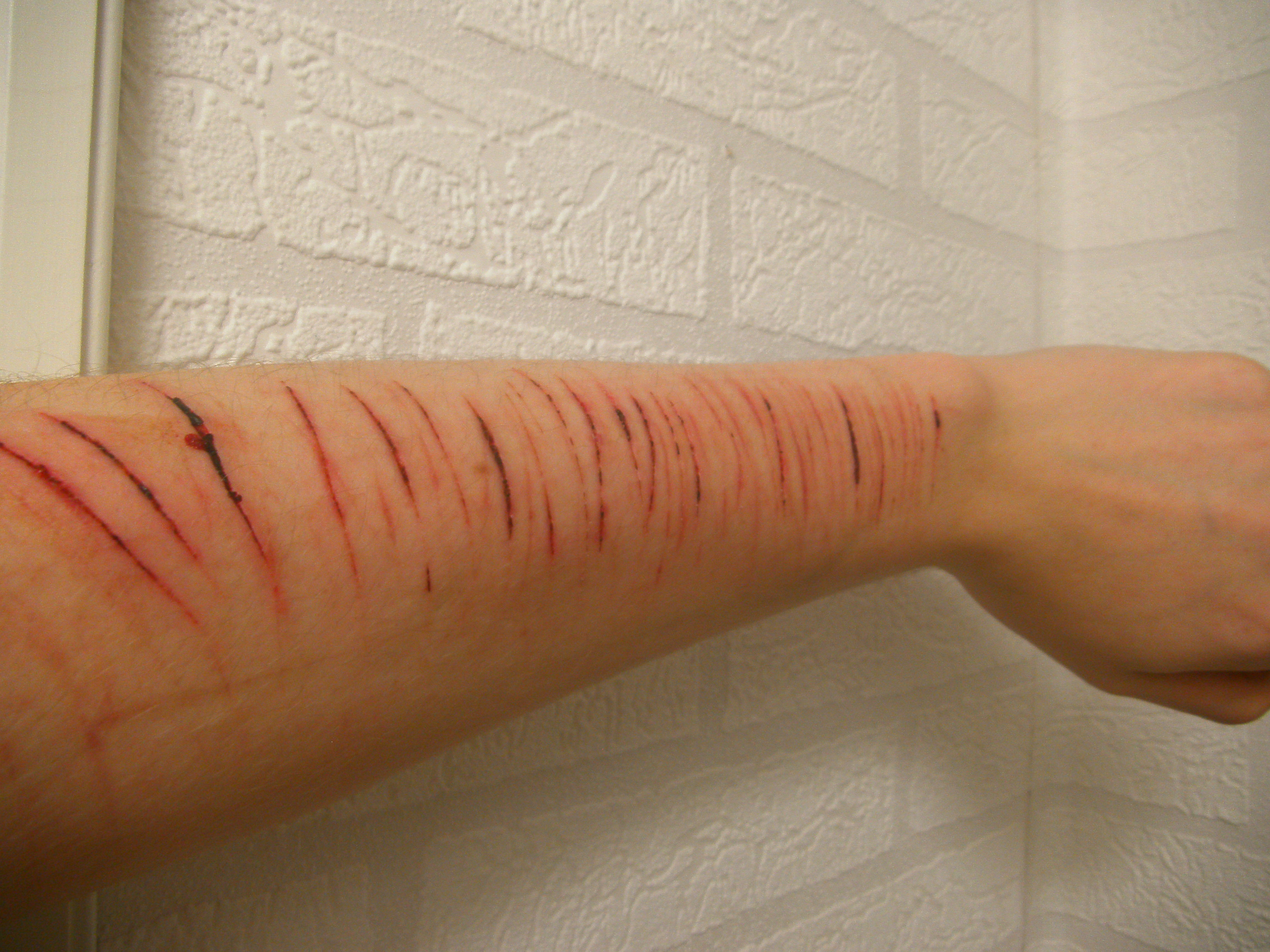
Cortes en un brazo, una de las posibles tareas del juego.

El juego se basa en la relación entre los jugadores (participantes) y los administradores. Consiste en una serie de tareas dadas por los administradores, que los jugadores deben completar, por lo general una al día, algunas de las cuales implican hacerse cortes en los brazos. Algunas tareas se pueden dar de antemano, mientras que otras pueden ser dadas por los administradores el mismo día, siendo la última tarea el suicidio. Se cree que el primer caso de suicidio relacionado con el juego se produjo en 2015, en Rusia.

## Casos atribuidos al juego

### Arabia Saudita
El 15 de julio de 2018, la Comisión General Saudita para Medios Audiovisuales prohibió 47 videojuegos, entre ellos Grand Theft Auto V, Assassin's Creed II y The Witcher 3: Wild Hunt, que tenían componentes en línea que supuestamente formaban parte del Desafío de la Ballena Azul, tras los suicidios de dos adolescentes que habían participado en el juego de la ballena azul.

### Bangladés
A pesar de los numerosos informes publicados en los medios de Bangladés que intentaban vincular los suicidios con el juego, no se había confirmado oficialmente ningún caso.
En octubre de 2017, el ministro del Interior de Bangladés, Asaduzzaman Khan, declaró que la Comisión Reguladora de las Telecomunicaciones de Bangladés ha recibido instrucciones para investigar el juego de la ballena azul después de informes de suicidio en todo el país. BTRC emitió un aviso en el que instaba a las personas a llamar a un número específico si se encontraba algún enlace web o cualquier información relacionada con el juego de la ballena azul. Más tarde, ese mismo mes, el Tribunal Superior de Bangladés ordenó una prohibición de seis meses en los paquetes especiales de internet nocturnos proporcionados por varios operadores móviles en todo el país para frenar los suicidios resultantes del juego.

### Brasil
En Brasil, el juego ha dejado víctimas en Mato Grosso, y en ciudades como Uberlândia, Manhuaçu, Para de Minas y Belo Horizonte, en Minas Gerais, así como en Bahía donde una chica desapareció, presumiblemente a causa del juego. En Río de Janeiro, una madre impidió el suicidio de su hija, que estaba involucrada en el juego. En Maceió, el diputado João Luiz (del Partido Social Cristiano) informó en la Asamblea Legislativa de Alagoas que su sobrina ha intentado el suicidio bajo la influencia del juego.
En São Paulo, los amantes Luis Fernando Hauy Kafrune y Kaena Novaes Maciel, de diecinueve y dieciocho años respectivamente, estaban en Maksoud Plaza, hotel de lujo en la región de la Avenida Paulista, cuando Luis mató a Kaena con un disparo en la cabeza y después se suicidó. Las autoridades vinculan el crimen al juego de la ballena azul.
Un joven de diecisiete años de Bauru, ciudad en el estado de São Paulo, escribió en Facebook "La culpa es de la ballena" minutos antes de intentar saltar desde un paso elevado, siendo rescatado por los bomberos.
En el Distrito Federal, el 5 de mayo de 2017, la policía militar impidió el suicidio de cuatro adolescentes con problemas de audición que jugaron a la ballena azul.
En Teófilo Otoni, en la región de Valle del Mucuri, en Minas Gerais, una adolescente de diecisiete años participante del juego 'ballena azul' saltó de la muralla de seis metros de la propiedad donde vive con su familia. Fue rescatada inmediatamente y hospitalizada en el hospital de la ciudad. La adolescente dijo a la policía que ya se había hecho cortes en los brazos debido al juego y que había recibido el desafío de tomar su propia vida.
En Paraíba, la policía identificó a veinte jóvenes que participan en el juego. En Pernambuco, siete. Anteriormente se registraron casos similares en siete estados de Brasil, pero actualmente hay nueve estados de Brasil con casos de suicidio y mutilación bajo sospecha o confirmación de tener conexión con el juego.

### Bulgaria
Las primeras noticias sobre Blue Whale aparecieron en Bulgaria a mediados de febrero de 2017. El Safer Internet Center, establecido bajo el programa Safer Internet Plus de la Comisión Europea, respondió rápidamente. "Su historia sensacionalista fue inflada por varios de nuestros sitios web de clickbait creando una ola de pánico entre los padres", informó el Coordinador del Centro Georgi Apostolov.
"Decidimos no iniciar el contacto directamente con los medios de comunicación, ya que esto atraería un interés adicional y podría inducir a error al público a creer que la historia es de alguna manera cierta. Como la publicidad se vio magnificada por miles de personas que compartieron la historia en las redes sociales, publicamos en nuestro sitio web una advertencia y difundimos el enlace en los comentarios compartidos en todos los artículos y publicaciones de Facebook. Luego, los medios de comunicación en general comenzaron a solicitar entrevistas y citaron nuestras conclusiones de que evidentemente era un engaño".
Se abrieron dos grupos de discusión sobre el suicidio en Facebook, pero fueron informados y eliminados rápidamente. La difusión de la noticia viral se detuvo en dos semanas. Más tarde, cuando un artículo sensacionalista en el periódico rumano Gândul dio lugar a cinco artículos más que se publicaron en Bulgaria que informaron que el desafío era real, los medios de comunicación hicieron circular nuevamente las posiciones de SIC y el engaño se detuvo de inmediato.

### Chile
En Chile, en la ciudad de Antofagasta, una madre realizó la denuncia a la policía luego de que su hija de doce años tuviese quince cortes en su brazo, los cuales formaban una "ballena". Tras ser entrevistada por funcionarios policiales, la menor confesó que ella seguía instrucciones tras aceptar jugar el macabro juego. También se reportó un caso en la región de la Araucanía, en la comuna de Padre Las Casas, donde se encontraron a cuatro niñas que se autoinflingían heridas en los brazos al formar parte de este "juego".

### China
En mayo de 2017, Tencent, el portal de servicios de Internet más grande de China, cerró doce grupos sospechosos de redes relacionadas con Blue Whale en su plataforma de redes sociales QQ. Dijo que el número de este tipo de grupos está aumentando. Los resultados de búsqueda de palabras clave relacionadas también se bloquearon en QQ.

### Egipto
En abril de 2018, fuentes de noticias egipcias afirmaron que un niño de doce años se había suicidado al tomar pastillas para cumplir uno de los desafíos del juego. Según los medios de comunicación, el niño fue encontrado con una cicatriz en forma de una ballena azul en su brazo derecho. En reacción a la creciente conciencia de los medios sobre el juego, Dar al-Ifta al-Misriyyah de Egipto subió un video en su canal de YouTube que afirma que el juego está prohibido en el Islam y advierte en contra de él.

### España
La Ertzaintza investigó en 2017 un caso de una menor de catorce años de Rentería, Guipúzcoa, que había iniciado el ritual causándose cortes en un brazo. La chica reconoció que había sido invitada a participar en el macabro juego a través de una conocida red social y que después la coaccionaron para que continuara. La adolescente aseguró que no tenía intención de completar los cincuenta desafíos hasta terminar quitándose la vida.
Según el informe del Ministerio público, "la joven tristemente acabó suicidándose, hecho que se comunicó a la Fiscalía de Barcelona y a la de Argentina, donde se ubicó a los inductores".

### Estados Unidos
En los Estados Unidos, un sitio, también llamado "Desafío de la Ballena Azul", no se identifica como un esfuerzo para combatir el juego, pero ofrece cincuenta días de desafíos que promueven la salud mental y el bienestar.

### India
A lo largo de 2017, los medios de comunicación en India informaron varios casos de suicidio infantil, autolesión e intento de suicidio presuntamente resultado de Blue Whale, en respuesta, el Ministerio de Electrónica del Gobierno de la India y Tecnología de la Información, solicitaron que varias compañías de Internet (como Google, Facebook y Yahoo!) eliminen todos los enlaces que dirigen a los usuarios al juego. Algunos comentaristas acusaron al gobierno de crear un pánico moral. El centro de control Indio de Internet, el Centro de Internet y la Sociedad, acusó la cobertura de difundir y anunciar de manera efectiva un "juego" para el cual hay poca evidencia. En la India, el suicidio fue la segunda forma más común de muerte de niños, según un informe de 2012. La Corte Suprema solicitó al gobierno central de la India que prohibiera el juego, tras lo cual el gobierno respondió que, dado que la ballena azul no era una aplicación, no podía prohibirse.
Finalmente, en enero de 2018, después de una investigación completa, el gobierno informó que no había pruebas de que hubiera ninguna muerte como resultado de la Ballena Azul: "El comité analizó las actividades de Internet, dispositivos, registros de llamadas y otras actividades de medios sociales, otras evidencias forenses y también interactuó con las víctimas rescatadas asociadas a estos incidentes. La participación del juego de desafío de la ballena azul en cualquiera de estos incidentes no se pudo establecer”.

### Irán
En septiembre de 2017, el ministro de Tecnología de la Información y las Comunicaciones de Irán publicó un mensaje en su cuenta oficial de Instagram para advertir a los padres y maestros sobre la propagación del desafío de la ballena azul entre los adolescentes iraníes.

### Italia
En Italia, la cobertura de prensa de "Blue Whale" apareció por primera vez el 3 de junio de 2016, en el periódico La Stampa, que describió el desafío como "una broma de mal gusto". El sitio de desacreditación BUTAC informó la falta total de evidencia para afirmar la existencia del juego. El 14 de mayo de 2017, un informe televisivo de Le Iene sobre 'Ballena Azul' en el canal nacional Italia 1 vinculó el desafío con un suicidio desconectado en Livorno. El informe mostró varias escenas de suicidio, en su mayoría a partir de videos en LiveLeak que representan adultos no relacionados con el desafío. Describió incorrectamente las imágenes como evidencia de adolescentes jugando el juego. El informante entrevistó a un compañero de escuela de la adolescente de Livorno, a dos madres de niñas rusas que supuestamente tomaron parte en el juego, y al fundador del Centro Ruso para la seguridad de los niños de los delitos cometidos en Internet. Tras el informe, la cobertura del desafío en los medios italianos aumentó, y muchos medios lo describieron como real. Hubo un fuerte aumento en las búsquedas de Google para el desafío, y algo de pánico.
Los días 15 y 16 de mayo, los periódicos anunciaron el arresto de Budeikin, sin decir que ocurrió meses antes. Sus afirmaciones no confirmadas sobre sus supuestas víctimas como "basura genética" fueron reportadas como reales. Paolo Attivissimo, un periodista y desmentidor de engaños, describió el juego como "un mito de muerte peligrosamente exagerado por el periodismo sensacionalista". La policía recibió llamadas de padres y maestros aterrorizados, y hubo informes de adolescentes que participaron en el desafío. Estos incluyeron varios casos de automutilación e intento de suicidio. La mayoría de los informes se consideraron falsos o exagerados. Se informó de presuntos participantes de toda Italia: Ravenna,  Brescia y Siracusa.
El 22 de mayo de 2017, la Polizia Postale declaró que había recibido 40 alarmas. El día 24, este número se incrementó a 70. En su sitio web, Polizia Postale define a Blue Whale como "una práctica que posiblemente provenga de Rusia" y ofrece consejos a padres y adolescentes. Varios supuestos casos han sido descritos desde entonces por los periódicos.

### Kenia
Jamie Njenga, un estudiante de la escuela secundaria de J. G. Kiereini en el Condado de Kiambu, había jugado al desafío de la Ballena Azul.

### Paraguay
Federico Pedro Aguilera, un estudiante de segundo año de Informática de veintidós años, fue encontrado con un espadín clavado en el pecho y que le atravesaba el tórax, en Coronel Bogado, después de jugar la Ballena Azul, pero en vez de informar sobre los peligros del reto, el gobierno y las instituciones educativas paraguayas prefirieron no emitir consejos para evitarlo.

### Portugal
En Portugal, una joven de dieciocho años de edad de origen ucraniano se lanzó desde un puente de ferrocarril en Albufeira. Tenía la palabra "sí" en el muslo y otros cortes que componen la palabra "F57". También un chico de quince años, de Sines, fue derivado al hospital de Setúbal después de "dibujar" una ballena en su brazo con un cuchillo. En la actualidad se han identificado al menos ocho víctimas del desafío de la ballena azul en Portugal.

### Rusia
Solo en Rusia, se cree que el juego está vinculado a más de un centenar de casos de suicidio. En febrero, dos adolescentes en Rusia, Yulia Konstantinova, de quince años, y Veronika Volkova, de dieciséis, se arrojaron desde lo alto de un edificio de  catorce pisos en Irkutsk, Siberia después de llevar a cabo las cincuenta tareas que se les enviaron. Antes de arrojarse, Yulia y Veronika dejaron mensajes en sus páginas de redes sociales. Yulia publicó una foto de una gran ballena azul y luego escribió "The End" (El Fin). Veronika ya solía publicar cosas como "¿Sientes que poco a poco te vuelves un inútil?" Y "Soy solo un fantasma". En el día de su muerte, escribió "El sentido se pierde... Fin". También en febrero, una chica conocida como Ekaterina, de quince años, estuvo en estado crítico después de caer desde un apartamento al suelo cubierto de nieve en la ciudad de Krasnoyarsk, también en la región de Siberia.

### Túnez
El 12 de marzo de 2018, los padres de siete niños tunecinos que afirmaron que sus hijos se habían suicidado debido al juego solicitaron la prohibición de la ballena azul en las cortes tunecinas. Un tribunal de primera instancia en Sousse emitió una sentencia provisional que prohibía la ballena azul y otro supuesto juego similar llamado "Miriam".

### Uruguay
En 2017 en la ciudad de Rivera, a 450 kilómetros de Montevideo, una adolescente de trece años fue internada en un hospital local después de que funcionarios de la escuela donde ella estudiaba encontraron cortes en su brazo izquierdo. En total se investigan casos de víctimas de la Ballena Azul en seis departamentos: Montevideo, Canelones, Colonia, Río Negro, Salto y Rivera.
En el mismo año el ministerio de salud pública, y las divisiones interpol y crimen organizado pertenecientes al ministerio del interior lanzaron una campaña masiva para advertir a la población sobre este juego y alentar a denunciar todos los casos detectados.

### Venezuela
En enero de 2019 un joven de quince años de edad se quitó la vida en su vivienda, ubicada en el sector Negro Primero Barinas (estado Barinas) para cumplir el último reto del juego de la Ballena azul. Los vecinos localizaron el cadáver del joven ahorcado con un cable de teléfono, en el patio de su casa. también en San Cristóbal, Táchira, en febrero del 2019, un joven de quince años fue encontrado ahorcado en su habitación por su abuela, después de colocar varios mensajes en su Facebook y anunciar lo que haría.[cita requerida] Su muerte fue relacionada con el famoso juego de la ballena Azul donde el último reto es el suicidio.[cita requerida] Esta noticia conmocionó a toda su comunidad.[cita requerida]

## Reacciones
En marzo de 2017, las autoridades rusas estaban investigando 130 casos de suicidio relacionados con el fenómeno. El Ministro del Interior de Rumania, Carmen Dan expresó su profunda preocupación por el fenómeno. Gabriela Firea, la alcaldesa de Bucarest, describió al juego como "extremadamente peligroso".
El juego ha causado una gran preocupación en Europa Occidental, incluso en Francia y el Reino Unido.
En Brasil, como respuesta al juego, un diseñador y un publicitario de São Paulo creó un movimiento llamado Ballena Rosa, que se volvió viral y contó con el apoyo de cientos de voluntarios. El movimiento se basa en tareas positivas, que valoran la vida y la lucha contra la depresión y la muerte. También en Brasil, Sandro Sanfelice, de Curitiba, Paraná, creó un movimiento llamado Capibara amarillo, que propone un "juego de combate de la ballena azul", y guiar a las personas que buscan algún tipo de ayuda. Una escuela adventista en el sur de Paraná, en asociación con otras redes educativas, también trató de revertir la situación proponiendo otro juego beneficioso, el "Jonas Challenge" (en referencia al personaje bíblico, el profeta Jonás, que es vomitado por un gran pez tres días después ser tragado por él). Otros juegos creados en respuesta a la Ballena Azul fueron la "Ballena Verde" y el "Perezoso Azul".
Gloria Pérez declaró el 21 de abril que pretende abordar el juego de la ballena azul en su novela, A Força do Querer. Los medios de comunicación también enfatizaron que dicho fenómeno coincidió con la controversia en torno a la serie exclusiva de Netflix llamada 13 Reasons Why, que aborda la problemáticas de violencia, manejo de armas, violaciones y suicidio entre los adolescentes y jóvenes graduados.
En las escuelas de Belo Horizonte, se realizaron clases para reflexionar y debatir sobre el juego de la ballena azul. La Policía Especializada en la Represión de Delitos Tecnológicos de Piauí, preparó un folleto digital para advertir a los jóvenes sobre los peligros de jugar a la "Ballena azul".
Su posible autor, Philipp Budeikin, de 21 años en 2017, fue detenido por las autoridades por la creación y difusión del juego.
En mayo de 2017, las autoridades del estado mexicano de Michoacán emitieron un aviso de alerta sobre la posibilidad de la aparición del juego de la ballena azul en el país.
También en mayo de 2017, Tencent, el mayor portal de servicios de internet de China, cerró 12 grupos en su plataforma social QQ, después de que este portal notara que crecían el número de grupos que diseminaban el juego Ballena Azul. Además, en Argentina, los medios de comunicación y algunos colegios emitieron comunicados para evitar que los menores jueguen al macabro 'reto'. Los resultados de búsqueda relacionados con la Ballena Azul también se bloquearon en la red social asiática QQ.